# Alliance française
Alliance française je organizace založená v Paříži roku 1883, jejímž cílem je šířit francouzský jazyk a frankofonní kulturu mimo Francii, a to prostřednictvím výuky francouzského jazyka, organizování kulturních aktivit a provozování frankofonní mediatéky.
Alliance française sdružuje příznivce francouzské a frankofonní kultury, pořádá kurzy francouzštiny všech úrovní (běžné jazykové kurzy, konverzační kurzy, kurzy pro děti), zároveň také umožňuje zájemcům skládat mezinárodní zkoušky DELF a DALF.
Kromě výukových aktivit se soustředí na organizování kulturních a společenských akcí (koncerty, výstavy, divadelní představení, přednášky) a na projekci frankofonních filmů. Zájemcům poskytuje aktuální informace o Francii a frankofonních zemích, umožňuje zapůjčení knih, CD, DVD i časopisů.

## Francouzské aliance v Česku
Tradice Francouzských aliancí v Česku je poměrně stará. V roce 1886 byla v Praze založena první Francouzská aliance pro Střední Evropu. V následujícím roce sdružovala 254 členů, mezi které patřil také například Tomáš Garrigue Masaryk. Před druhou světovou válkou již v tehdejším Československu existovalo 77 Aliancí. Ty byly ovšem zrušeny nacisty a ani později, v době komunismu, se nemohly rozvíjet. Ke znovuobnovení v českém prostředí došlo až v roce 1990, postupně se jejich počet zvyšoval až na současných šest – v Brně (v Berglově paláci), Českých Budějovicích, Liberci, Ostravě, Pardubicích a Plzni.
Koordinační centrum Francouzských aliancí v Česku je pověřeno komunikací mezi sítí Aliancí a pařížskou Fondation Alliance française, ale také komunikací mezi Aliancemi a diplomatickými službami. Nejedná se o orgán, který přijímá rozhodnutí týkající se jednotlivých Aliancí, neboť tato funkce náleží správnímu výboru každé Aliance, ale spíše o instituci, která mezi nimi zprostředkovává komunikaci (mimo jiné například prostřednictvím správy internetové sítě, která seskupuje webové stránky všech Aliancí).